# Cryo Interactive
Cryo Interactive Entertainment was een Frans computerspelontwikkelaar en uitgever die werd opgericht in 1990 en was gevestigd in de hoofdstad Parijs. Het bedrijf hield na financiële moeilijkheden op met bestaan in 2002.

## Geschiedenis
Het bedrijf werd opgericht in 1990 door Philippe Ulrich, Rémi Herbulot en Jean-Martial Lefranc, drie oud-medewerkers van Infogrames. Het eerste computerspel dat werd ontwikkeld is Dune. Doordat het spel een commercieel succes was, opende dit de weg naar verdere ontwikkeling van andere spellen.
Het spel Frank Herbert's Dune uit november 2001 ontving echter matige recensies en werd een commerciële flop. De waarde van Cryo's aandelen kelderde en de financiële situatie van het bedrijf werd onhoudbaar. Na een ontslagronde en een mislukte onderhandeling ging Cryo Interactive in oktober 2002 failliet.
Het Canadese DreamCatcher Interactive nam in 2002 de overgebleven middelen en medewerkers over, wat de basis voor DreamCatcher Europe werd.
In oktober 2008 nam Microïds de merknamen en intellectuele eigendommen over van Cryo Interactive. Het kondigde aan om enkele Cryo-titels opnieuw uit te willen brengen.

## Computerspellen
Een selectie van enkele door Cryo Interactive ontwikkelde of gepubliceerde spellen.
- Extase (1990)
- Dune (1992)
- MegaRace (1993)
- Dragon Lore: The Legend Begins (1993)
- Commander Blood (1994)
- The Raven Project (1995)
- Lost Eden (1995)
- Timecop (1995)
- Versailles 1685 (1996)
- Atlantis: The Lost Tales (1997)
- Aztec: The Curse in the Heart of the City of Gold (1999)
- Atlantis II (1999)
- Odyssey: The Search for Ulysses (2000)
- Egypt II: The Heliopolis Prophecy (2000)
- The New Adventures of the Time Machine (2000)
- Atlantis III: The New World (2001)
- Frank Herbert's Dune (2001)
- Versailles II: Testament of the King (2002)
- Salammbo: Battle for Carthage (2002)